# Maria Sole Ferrieri Caputi
Maria Sole Ferrieri Caputi (Livorno, 1990) és una àrbitre de futbol internacional italiana, primera en participar a un partit de la Serie A masculina.
Durant la dècada del 2020 va arbitrar partits de Serie B, activitat que compaginava amb la seua activitat acadèmica com a investigadora. El desembre del 2021 esdevingué la primera àrbitre en arbitrar un equip de la Serie A, un enfrontament del Cagliari a la Coppa Italia. El maig del 2022, es va fer públic que participaria a la temporada 2022-23 de la Serie A.